# أليستير ماغوان
أليستير ماغوان (بالإنجليزية: Alistair Magowan)‏ هو قسيس بريطاني، ولد في 10 فبراير 1955.